# 中国石油天然气股份有限公司华北油田分公司
中国石油天然气股份有限公司华北油田分公司（英語：PetroChina North China Oilfield Company；简称中国石油华北油田公司、华北油田是中国大陆地区的一个大型石油天然气田，主要分布于河北省。目前由中国石油天然气股份有限公司华北油田公司负责油气的勘探、开采、储运。生产基地则分于冀中地区与内蒙古自治区，负责对陕西省长庆煤层气地区的勘探与开采，投资建设新疆维吾尔自治区内陆部分油气田并管理华北五省、市、自治区的油气储备与运输。
- 中国石油天然气集团公司华北油田公司勘探开发领域集中在冀中、内蒙古自治区中部、山西省沁水盆地、大同盆地等四大探区，现有员工4.2万余人，下属二级单位40个，机关职能部门14个，直属机构16个，附属单位6个。矿区职工家属共25万多人，分布在河北省、内蒙古自治区、天津市、山西省等4个省（市、自治区）的10余个市县的22个生活基地。

## 历史
华北油田的勘探开发建设始于20世纪70年代。1975年7月任4井获得高产油流，宣告华北油田诞生。1976年1月成立华北石油会战指挥部，1981年6月更名为华北石油管理局。1999年10月重组分立为华北石油管理局和华北油田公司。2008年2月重组整合为华北油田公司。华北油田第一个确立了“古潜山”、“新生古储”新概念新理论。

## 产量
1975年华北石油会战，1975年7月，任四井获得高产油流，宣告华北油田诞生。不到一年时间就建成年产1000万吨的生产规模，实现了当年勘探、当年建设、当年开发、当年收回国家投资的“四个当年”，创造了中国石油开发史上前所未有的高速度。1978年原油产量达到1723万吨，位居全国第三位，并连续10年稳产在1000万吨以上。1979年的年产1733万吨，为历史最高纪录。
但是，由于潜山油藏具有产量高、递减快的特殊性，从1987年开始华北油田产量大幅度下降，2004年为432万吨，为历史最低。为最高年产量的1/4。单井日产量由2009年的平均2.8吨上升到2010年初的3.0吨。
“十五”期间，华北油田地勘队伍在二连盆地巴音都兰凹陷、乌里雅斯太及冀中饶阳凹陷留西地区，发现3个5000万吨级规模的岩性油藏。随后，华北油田的富油凹陷二次精细勘探，2005年以来相继发现饶阳、文安斜坡、阿尔等一批规模整装储量，以及牛东、长洋店、孙虎等一批潜山优质储量，又一次攀上储量增长高峰。截至2012年年底，华北油田“十五”以前投入开发的老油田平均采收率达30%以上。
2011年，华北油田油气当量产量超过510万吨。截至2013年年初，华北油田储采平衡系数已连续14年大于1。
按照目标规划，到2020年华北油田要实现油气当量800万吨的目标。为此，华北油田已获煤层气矿权面积9074平方公里，资源总量达到2万亿立方米，建产能21亿立方米，年产商品气量8亿立方米。